# Олександрівка (Маловисківська міська громада)
Олекса́ндрівка (колишня назва — Гапсине) — село в Україні, у Маловисківській міській громаді Новоукраїнського району Кіровоградської області. Населення становить 763 особи.
Через село проходить траса міжнародного значення М30E50.

## Населення
Згідно з переписом УРСР 1989 року чисельність наявного населення села становила 851 особа, з яких 361 чоловік та 490 жінок.
За переписом населення України 2001 року в селі мешкало 765 осіб.

### Мова
Розподіл населення за рідною мовою за даними перепису 2001 року:
| Мова       | Відсоток |
| ---------- | -------- |
| українська | 93,97 %  |
| російська  | 2,75 %   |
| молдовська | 1,57 %   |
| гагаузька  | 1,18 %   |
| білоруська | 0,39 %   |
| болгарська | 0,13 %   |

## Постаті
Уродженцем села є Кізім Петро Анатолійович (1991—2015) — солдат Збройних сил України, учасник російсько-української війни.